# ستيوارت بريس
ستيوارت بريس (بالإنجليزية: Stuart Brace)‏ هو لاعب كرة قدم بريطاني، ولد في 21 سبتمبر 1942. لعب مع غريمسبي تاون ونادي مانسفيلد تاون.